# Estació de Córdoba
Córdoba és una estació de ferrocarril propietat d'Adif, situada a la ciutat andalusa de Còrdova. Forma part de la primera línia d'alta velocitat construïda a Espanya la LAV Madrid-Sevilla. Posteriorment l'any 2007 es va crear un servei cap a Màlaga amb la posada en funcionament de la LAV Còrdova-Màlaga.